# Nietzsche Source
Nietzsche Source ou nietzschesource.org est un site web savant consacré à la publication de sources primaires et secondaires concernant l’œuvre et la vie de Friedrich Nietzsche, sous la direction éditoriale et scientifique de Paolo D'Iorio, directeur de recherche à l'Institut des textes et manuscrits modernes (CNRS / École normale supérieure, Paris). En plus d'être un outil de travail collaboratif performant, il a pour objectif d'entretenir avec les systèmes traditionnels de conservation et de diffusion de l’information des rapports à la fois de substitution et de complémentarité.
Le site publie deux éditions savantes : la Digitale Faksimile-Gesamtausgabe (DFGA), reproduction en fac-similé de tous les manuscrits de Nietzsche, et la Digitale Kritische Gesamtausgabe Werke und Briefe (eKGWB), édition numérique des œuvres complètes et de la correspondance sur la base du texte critique établi par Giorgio Giorgio Colli et Mazzino Montinari. Il publie également une revue multilingue d’études critiques, Studia Nietzscheana.

## Organisation
Les adresses Internet de Nietzsche Source sont simples et stables et peuvent être librement utilisées et citées dans des articles ou dans des livres. En effet, à chaque partie de ces éditions correspond une adresse Internet (URL) formée selon les abréviations couramment utilisées par les chercheurs, par exemple :
- le premier paragraphe de L’Antéchrist, ouvrage normalement indiqué par l'abréviation « AC » dans l'édition imprimée, est publié dans l'édition numérique à l’adresse : www.nietzschesource.org/eKGWB/AC-1
- le fac-similé numérique de la page 194 du manuscrit contresigné aux archives de Weimar par la cote « M II 1 » est disponible à l’adresse : www.nietzschesource.org/DFGA/M-II-1,194

Nietzsche Source est placé sous la responsabilité de l’Association HyperNietzsche, une association à but non lucratif dont le siège est à l'École normale supérieure de Paris. L’association réunit 81 spécialistes de Nietzsche de 16 pays ainsi que les dix institutions et groupes de recherche de caractère national consacrés au philosophe. Elle promeut la recherche sur Nietzsche par l’organisation de colloques, d’événements scientifiques et surtout par le travail d’édition, de commentaire et d’interprétation de son œuvre. Cette association expérimente ainsi de nouvelles formes de production, de validation et de partage des connaissances gérées directement par les chercheurs.